# Caxias do Sul
Caxias do Sul è un comune brasiliano dello stato federato del Rio Grande do Sul. Situato nel nordest dello stato federato a una altitudine di 817 m s.l.m, è il comune più popoloso delle Serra Gaúcha; il secondo più popoloso dello stato federato, superato appena dal capoluogo Porto Alegre; e il 48º comune brasiliano più popoloso. Fu fondata il 20 giugno 1890 da immigrati italiani originari del Nord Italia, soprattutto del Veneto.

## Geografia
Caxias do Sul è situata a 130 km a nord di Porto Alegre, nella regione montuosa della Serra Gaúcha.

### Clima
Il clima di Caxias do Sul è temperato oceanico (Cfb), con estati relativamente calde, inverni relativamente freddi e gelate sporadiche, più frequenti nelle altitudini più elevate e nelle aree meno urbanizzate nell'estremo est della città. Può nevicare nei mesi più freddi, ma questo è un fenomeno molto più raro e quando si presenta di solito è mite. Tuttavia, sono già state registrate nevicate relativamente abbondanti, con notevole accumulo -  recentemente il 26 e il 27 agosto 2013 e il 28 luglio 2021.

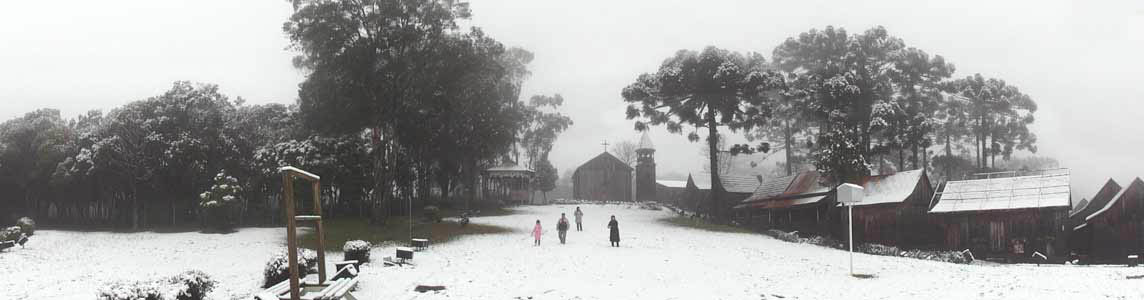
Neve a Caxias do Sul, 27 agosto 2013

## Storia
Fu fondata il 20 giugno 1890 da immigrati italiani originari del Veneto ma con alcuni membri di altre origini come tedeschi, francesi, spagnoli e polacchi.

## Monumenti e luoghi d'interesse
- Monumento nazionale per l'Immigrato, inaugurato nel 1954;

## Economia
A Caxias vi è la sede del costruttore di autobus Marcopolo, il più grande del Brasile.

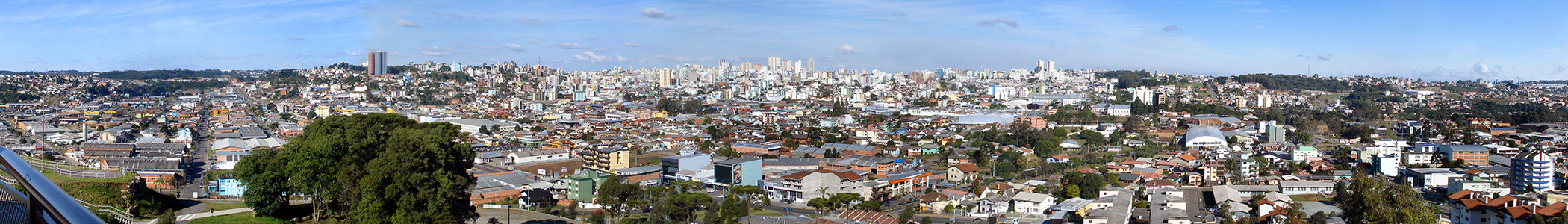
Vista panoramica di Caxias do Sul dalla collina Festa da Uva

### Agricoltura
Il censimento agricolo del 2006 ha rivelato 2.712 singoli produttori agricoli, con 74.418 ettari di terra, 278 società per azioni o consorzi (7.379 ha), 5 cooperative (379 ha), 56 produttori in società per azioni (3.747 ha). 9.039 ettari erano destinati a colture permanenti e 5.882 ettari per colture temporanee, 30.948 ettari per pascoli naturali e 1.778 ettari per pascoli ben piantati. Le mandrie più importanti nel 2008 avevano 39.494 capi di bestiame, con una produzione di 9.833.000 litri di latte, 26.838 suini, 15.694 quaglie, dando 75.000 uova e 700.377 polli, producendo 12.283.000 dozzine di uova e 5.572.086. Galli, pollastre, galline e pulcini. Sono stati prodotti anche 59870 kg di miele d'api. Nel 2008 si è distinta la produzione di mele, con 117.450 tonnellate, per un valore di 74,9 milioni di reais, 66.600 tonnellate di uva, 41,7 milioni di reais e 36.900 tonnellate di pomodoro, per un valore di 32,3 milioni di reais. Altre colture molto meno significative sono il mais (18.000 t), il cachi (8.100 t), la cipolla (4.500 t), l'arancia (2.220 t), la pesca (3.556 t) e molte altre in misura ancora minore. Importante anche la produzione di legna da ardere, con 31.216 m³, e legna rotonda, con 81.060 m³.

## Infrastrutture e trasporti

### Strade
Caxias do Sul è situata all'intersezione tra la BR-116 e la BR-453.

### Aeroporti
L'aeroporto di Caxias do Sul è servito da voli interni. 

## Sport
Le principali società calcistiche della città sono la Juventude e il SER Caxias do Sul.

## Amministrazione

### Gemellaggi
- Pedavena
- Little Rock, dal 2017